# Clan Taira
 (décembre 2019).
« Taira » redirige ici. Pour les autres significations, voir Taira (homonymie).

Le mon, papillon du clan Taira, est appelé « ageha-chō » (揚羽蝶) en japonais.

Le clan Taira (平氏, Taira-uji) fut un des quatre clans qui dominèrent la politique du Japon durant l'ère Heian, les trois autres étant les Fujiwara, les Minamoto et les Tachibana. Le clan est également connu sous les noms de Heike (平家) et Heishi (平氏), d'après la prononciation chinoise du caractère pour Taira (hei), shi (氏) signifiant « clan » et ke (家), « famille ».

## Origine et lignées
Taira était un nom honorifique donné par des empereurs du Japon de la période Heian (794-1185) à leurs fils et petits-fils après les avoir acceptés comme sujets royaux. Selon la tradition, pour faciliter la succession impériale et prévenir les rivalités pour le trône, les princes non éligibles ou écartés de la succession se voyaient offrir un titre et devenaient sujets de l'empereur. Les Taira, comme leurs rivaux les Minamoto, sont issus de cette tradition.
Les premiers Taira descendent du prince Takamune, un petit-fils de l'empereur Kammu qui reçut le nom de Taira en 825. Après cela, des descendants des empereurs Nimmyō, Montoku et Kōkō reçurent également ce surnom, chacune des branches du clan portant le nom de l'empereur dont elle descendait, suivi de Heishi (par exemple, la lignée principale descendant de Kammu, était nommée Kammu Heishi).

## La lignée Kammu Heishi

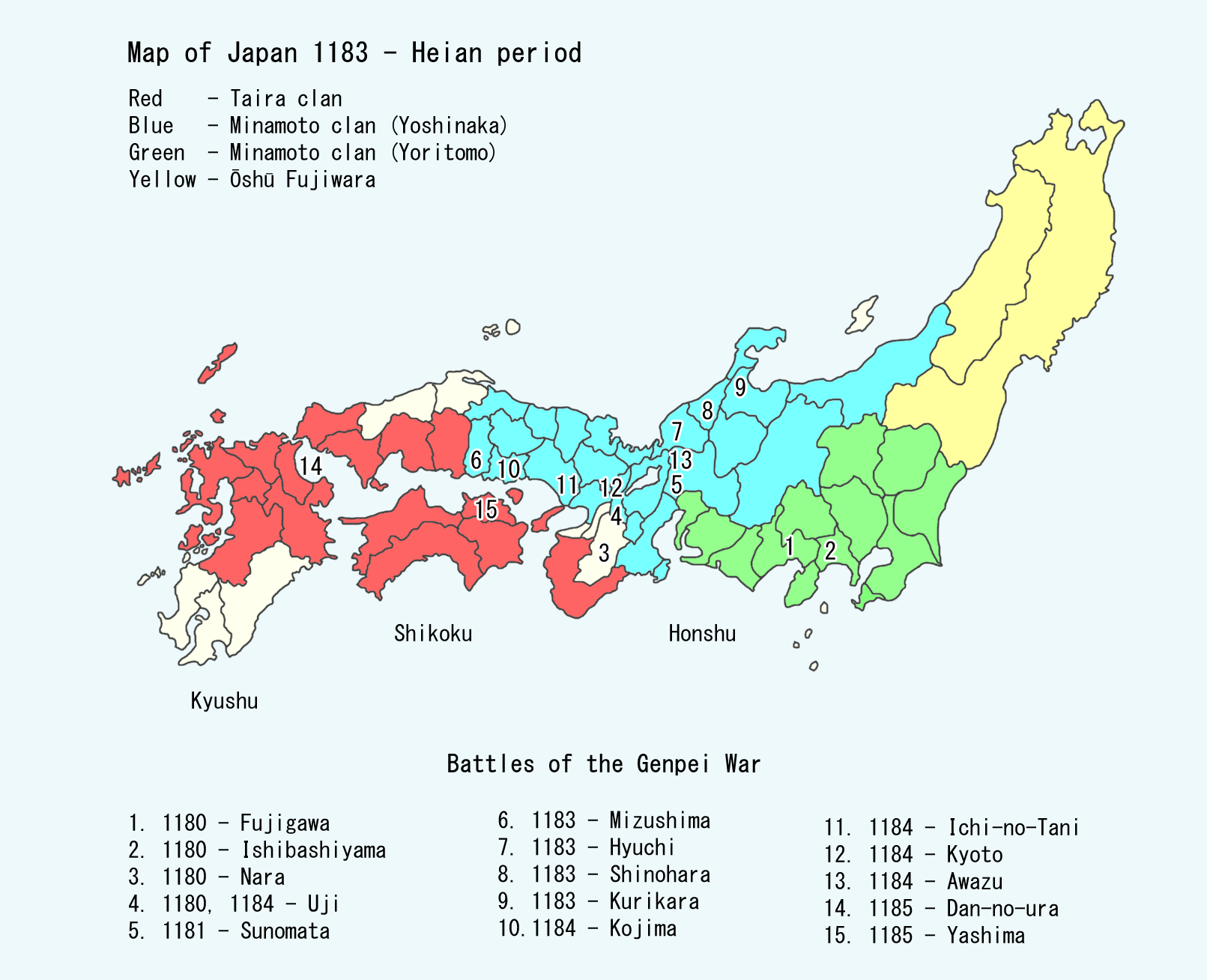
Le domaine du clan Taira au Japon (1183).

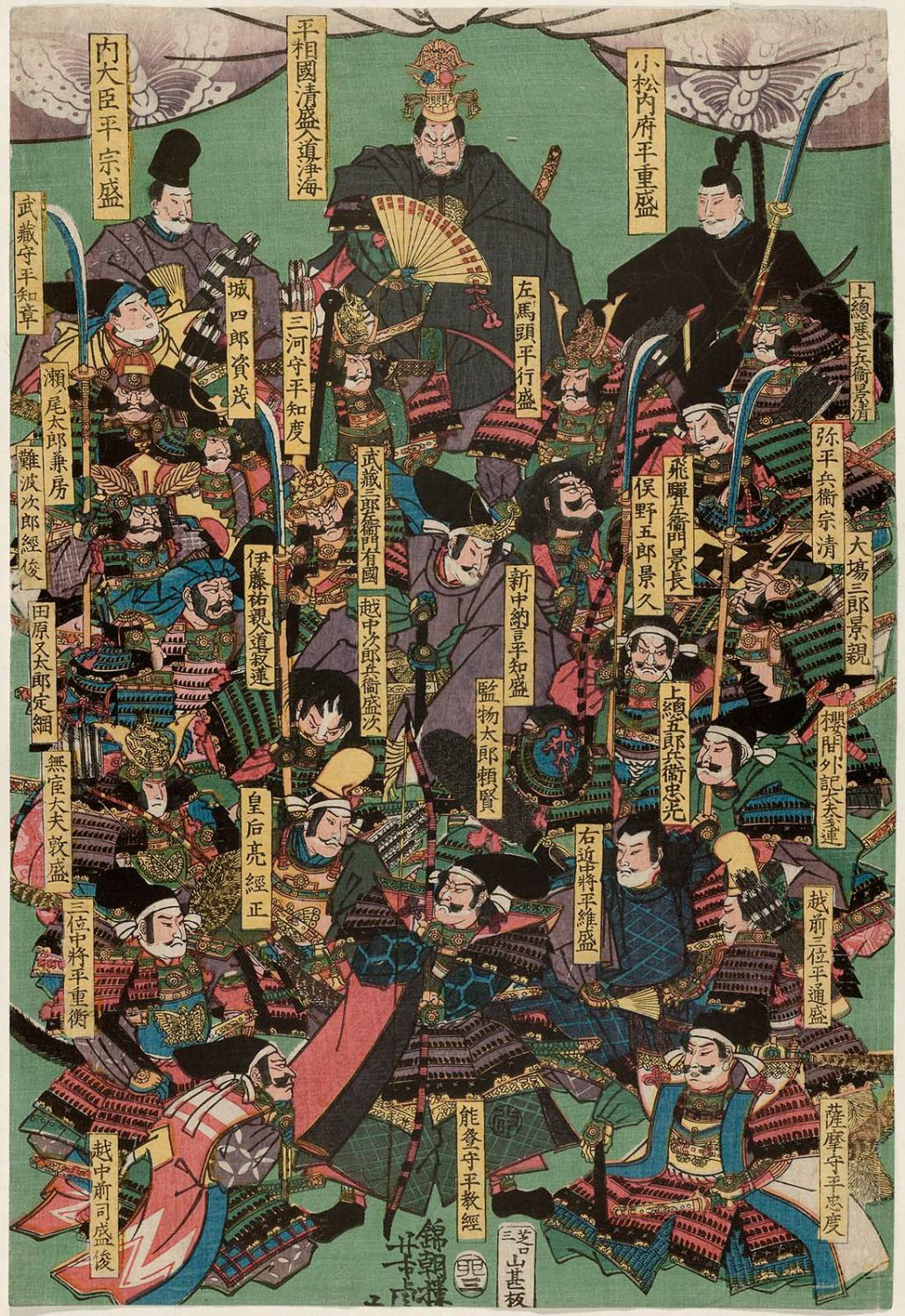
Guerriers du clan Taira par Utagawa Yoshitora.

La lignée Kammu Heishi descend de Taira no Takamochi (un arrière-petit-fils de l'empereur Kammu, qui régna de 781 à 806) et qui s'installa dans la province de Kazusa en 889. Le clan devint au fil du temps très puissant dans le Kantō et causa des rébellions contre le pouvoir central : Taira no Masakado en 940, Taira no Tadatsune en 1030.
Taira no Korihira, arrière-petit-fils de Takamochi, s'établit dans la province d'Ise où il fonda une grande dynastie de daimyos. Son petit-fils, Taira no Masamori, et son arrière-petit-fils, Tadamori, permirent, par leur loyauté envers, respectivement, les empereurs retirés Shirakawa et Toba, d'assurer la position du clan à la cour, Tadamori entrant même au service impérial, honneur qu'aucun guerrier n'avait jamais eu avant. Son fils, Taira no Kiyomori devint daijōdaijin (Premier ministre), à la suite de ses victoires durant la rébellion de Hōgen en 1156 et la rébellion de Heiji de 1160.
Son accession au poste de Premier ministre, constituant de fait le premier gouvernement dominé par des samouraïs, lui permit de manœuvrer pour mettre sur le trône en 1180 son petit-fils, l'empereur Antoku, alors âgé d'un an, ce qui conduisit à la guerre de Genpei, laquelle conduisit au bout de cinq ans à la destruction totale du clan après la bataille de Dan-no-ura.
La branche Kammu Heishi est à l'origine de nombreux clans, incluant les Hōjō, les Chiba, les Miura, les Uesugi et les Hatakeyama.

## Quelques Taira notables
- Taira no Takakiyo (1173-1199)
- Taira no Kiyomori (1118-1181)
- Taira no Shigehira (1158-1185)
- Taira no Tomomori (1152-1185)
- Taira no Munemori (1147-1185)
- Taira no Shigemori (1138-1179)
- Taira no Tadanori (1144-1184)
- Taira no Masakado (903-940)

## Les Taira dans la littérature
Le Heike Monogatari (« Dit des Heike ») décrit les affrontements entre les clans Minamoto et Taira au cours de la guerre de Genpei.